# Département de General Roca (Córdoba)
Pour les articles homonymes, voir Département de General Roca.
Le département de General Roca est une des 26 subdivisions de la province de Córdoba, en Argentine. Son chef-lieu est la ville de Villa Huidobro.
Le département a une superficie de 12 659 km2. Sa population s'élevait à 33 323 habitants au recensement de 2001. Selon les estimations de l'INDEC, le département compte 36 553 habitants.

## Localités

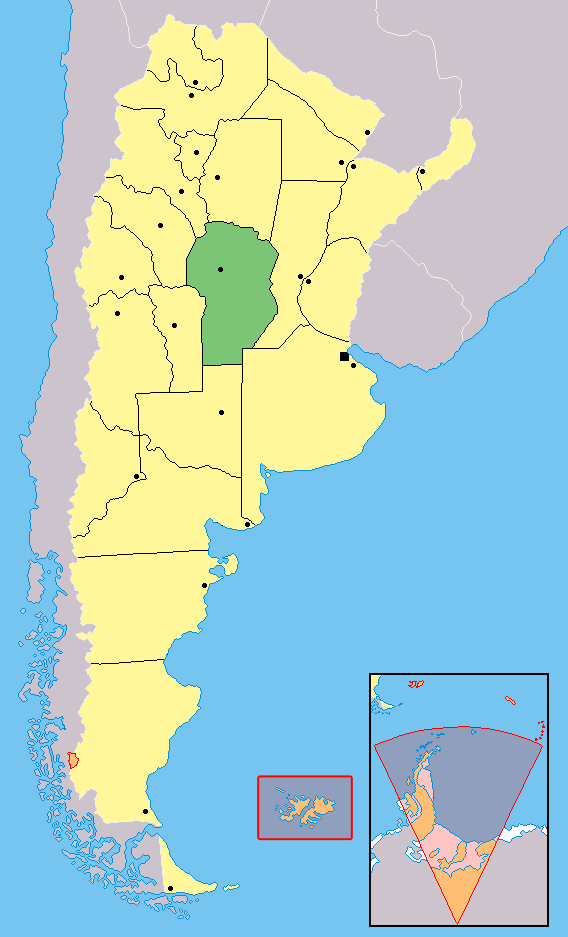
Localisation de la province de Córdoba en Argentine.

- Buchardo
- Del Campillo
- Huinca Renancó
- Italó
- Jovita
- Mattaldi
- Nicolás Bruzzone
- Onagoyti
- Pincén
- Ranqueles
- Villa Huidobro
- Villa Sarmiento
- Villa Valeria